# De Havilland Canada DHC-2

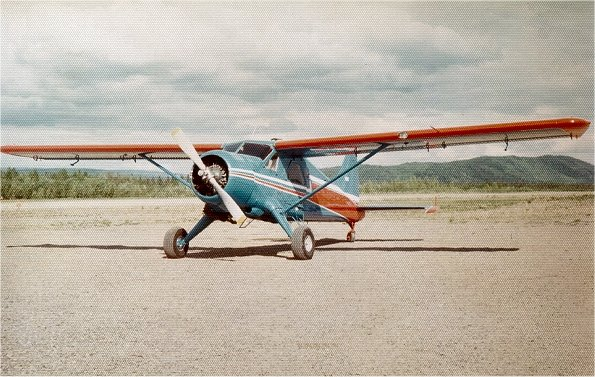
DHC-2 Beaver mit zivilem Kennzeichen

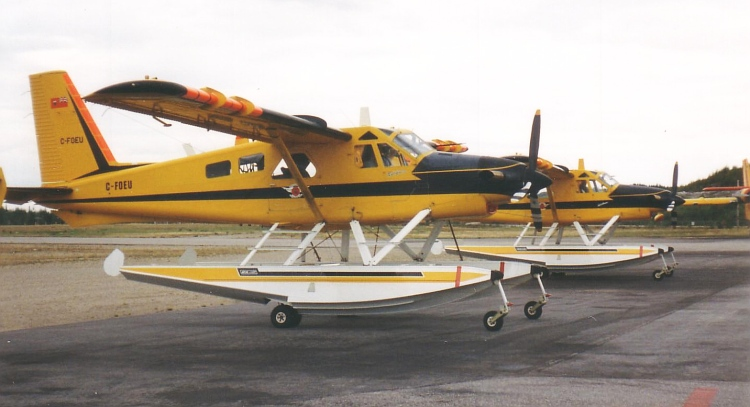
Turbo-Beavers auf Schwimmern

Die DHC-2 Beaver ist ein STOL-fähiges leichtes Transport-, Verbindungs- und Beobachtungsflugzeug des kanadischen Flugzeugherstellers de Havilland of Canada Ltd. Von 1947 bis 1967 wurden über 1600 Exemplare gebaut. Seit 2008 wird bei Viking Air, ebenfalls in Kanada, eine Turboprop-Version aus Umbauten gebrauchter Exemplare hergestellt.
Die Beaver war als klassisches Buschflugzeug in über 50 Ländern verbreitet, als robustes, zuverlässiges Transportmittel für bis zu 7 Passagiere oder rund 900 kg Fracht. Dank der Möglichkeit mit Rädern, Schwimmern oder Skikufen ausgerüstet zu werden, und der hervorragenden Kurzstart- und Landeeigenschaften ist die Beaver extrem flexibel. Zurzeit sind noch rund 500 Beaver weltweit im Einsatz.

## Geschichte
Die Konstruktion der Beaver begann Ende 1946 nach einer Ausschreibung des Ministeriums für Land- und Forstwirtschaft der Provinz Ontario für ein universelles Arbeitsflugzeug. Es sollte speziell die Anforderungen der Buschfliegerei erfüllen. Nach einem Jahr war der erste Prototyp mit dem Kennzeichen CF-FHB-X fertiggestellt, der am 16. August 1947 zum Erstflug startete. Bereits in der Anfangsphase der Erprobung zeigten sich die hervorragenden Flugeigenschaften und die Fähigkeit, von unbefestigten Pisten aus operieren zu können.
Nachdem die Provinz Ontario einen Anfangsauftrag über vier Beaver erteilt hatte, lief die Serienfertigung der DHC-2 Mk.1 an. Am 12. März 1948 erhielt die Beaver ihre kanadische Musterzulassung. Das US Search and Rescue Command in Alaska wollte 1949 22 Maschinen beschaffen, was jedoch wegen Rücksichtnahme auf die eigene US-Luftfahrtindustrie nicht umgesetzt werden konnte. Der Einbruch in den US-amerikanischen Markt gelang dann erst 1951. Im Rahmen eines gemeinsamen Wettbewerbs der US Air Force und der US Army wurde die DHC-2 neben sechs anderen Mustern auf ihre Verwendung als leichtes Mehrzweckflugzeug hin geprüft. Die YL-20 gewann den Wettbewerb, ein Auftrag der US-Streitkräfte für die L-20A konnte allerdings erst 1952 nach einem besonderen Bewilligungsverfahren des amerikanischen Kongresses erteilt werden. Bis Ende 1960 hatte De Havilland of Canada 968 L-20 an die US Air Force und US Army geliefert. Dort wurden sie als Verbindungsflugzeug sowie für Search and Rescue, Artilleriebeobachtung und zum Transport von Verwundeten eingesetzt, auch im Koreakrieg und im Vietnamkrieg.
Um eine allgemeine Leistungsverbesserung zu erreichen, entwickelte man 1953 die Variante DHC-2 Mk.2, die sich von der Grundausführung durch den 570 PS leistenden Neunzylinder-Sternmotor Alvis Leonides 502/4, eine leicht vergrößerte Spannweite und eine größere Seitenleitwerksfläche unterschied. Zu einer Serienfertigung kam es nicht, da die Verbesserung der Flugleistungen zu gering ausfiel. Im Juni 1963 begannen die Arbeiten an der Version DHC-2 Mk.3, auch als Turbo-Beaver bezeichnet, die ein Turboprop-Triebwerk United Aircraft of Canada PT6 A-6 verwendete. Für den Umbau wurde die Beaver-Zelle Nr. 1525 eingesetzt. Am 30. Dezember 1963 startete die Maschine (CF-ROM-X) zum Erstflug. Bis Februar 1972 konnte de Havilland Canada 60 Turbo-Beaver fertigstellen.
Am 24. Februar 2006 kaufte die kanadische Firma Viking Air von Bombardier Aerospace die Rechte an der DHC-2 und anderen DHC-Flugzeugen. Seitdem vermarktet Viking Air die DHC-2T Turbo Beaver, die ebenfalls von einer PT6A-34-Propellerturbine mit 680 PS angetrieben wird.

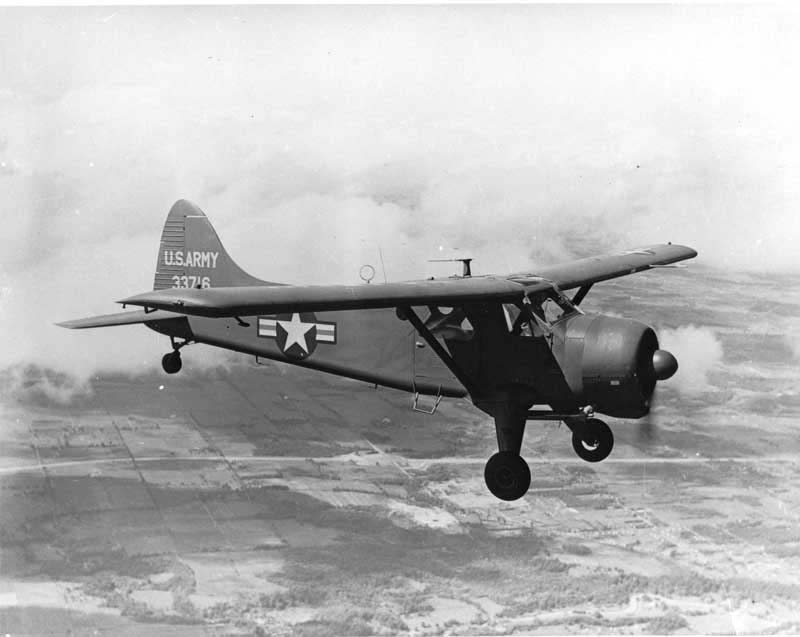
L-20 der US Army

## Konstruktion

### Allgemeine Beschreibung

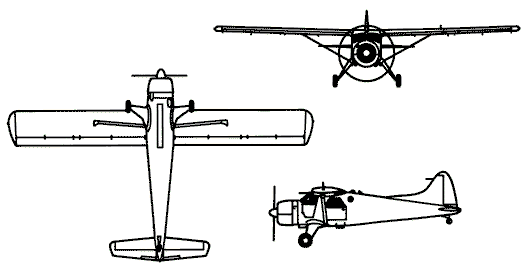
3-Seiten-Riss der Beaver

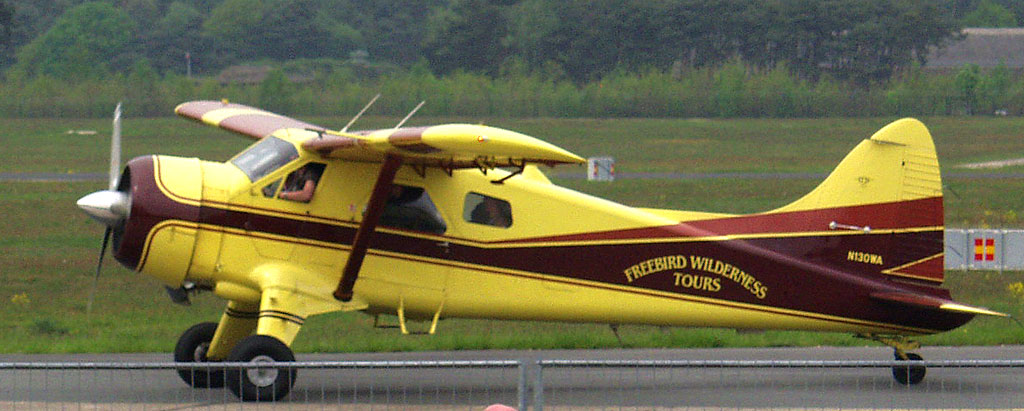
Eine in Deutschland stationierte Beaver (N130WA), die mehrfach über den Atlantik überführt wurde (Pilot Werner Röschlau (1950-2013))

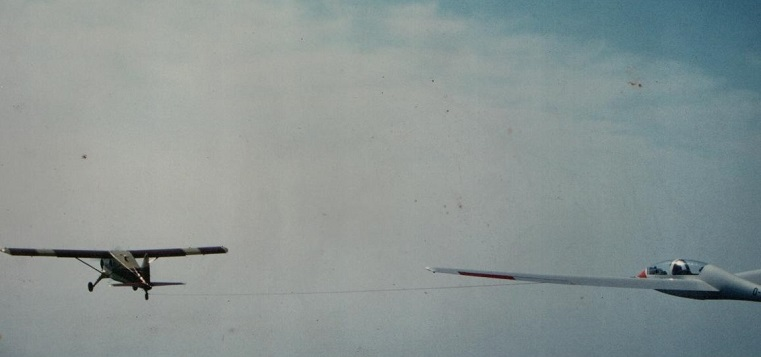
DHC-2 N130WA schleppt die Grob G 103 D-3954 über dem Hetzleser Berg

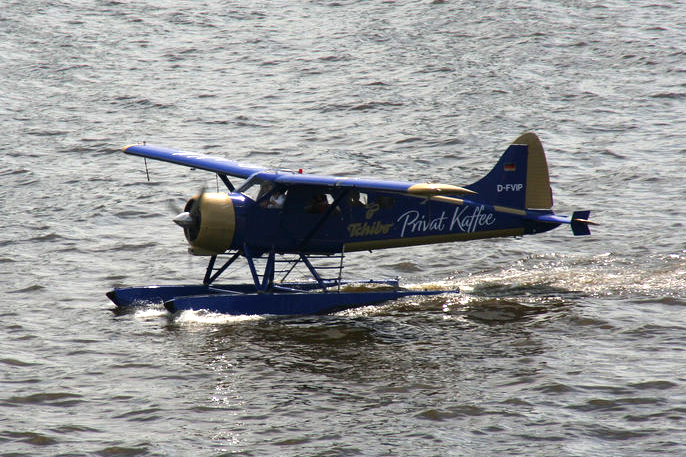
Hilfsflossen am Höhenleitwerk einer Beaver mit Schwimmern

Die Beaver ist ein einmotoriger, abgestrebter Schulterdecker in Ganzmetallbauweise. Die Tragfläche ist zweiholmig und hat einen rechteckigen Grundriss mit 1,59 m durchgehender Flächentiefe. Landeklappen und Querruder sind als Spaltklappen ausgeführt. Die Landeklappen werden hydraulisch ein- und ausgefahren. Zusammen mit den Landeklappen werden auch die Querruder bis zu 15° nach unten gefahren. Als Tragflächenprofil wird innen und außen durchgängig ein NACA 64A416/4416 verwendet, die V-Stellung beträgt 2° nach oben. Das Höhenleitwerk ist gedämpft ausgeführt und die Höhenruder haben Hornausgleich und Flettner-Trimmung. Der Rumpf wird in drei verschiedenen Abschnitten wie folgt aufgebaut: Vorne im Motorbereich als Stahlrohrfachwerk mit Dural-Beplankung, im Kabinenbereich als beplanktes Aluminium-Spantengerüst, der Leitwerksträger ist in Halbschalenbauweise ebenfalls mit Duralbeplankung gefertigt. Für Frachttransporte können die Sitze in der Kabine schnell ausgebaut werden, durch zwei 1,2 m × 0,99 m große Seitentüren kann auch relativ sperriges Ladegut eingeladen werden. Die Verglasung in den Seitentüren ist blasenförmig nach außen gewölbt um ein besseres Sichtfeld für Beobachtungsaufgaben zu ermöglichen. Die Steuerung ist erstaunlich leichtgängig und ermöglicht ein ermüdungsfreies Fliegen. Durch den Anbau von Schwimmern ist teilweise die Anbringung von vertikalen Stabilisierungsflächen notwendig um die Richtungsstabilität wiederherzustellen. Hierzu wurde teilweise anstelle des Spornrades eine einzelne Kielfläche montiert (siehe Kopfbild) oder in den Spalten der Höhenruder-Ausgleichshörner dünne Blechflossen.

### Antrieb
Standardtriebwerk ist der Pratt & Whitney R-985SB3, ein luftgekühlter Neunzylinder-Sternmotor mit 16,14 l (985 Kubikzoll) Hubraum. Der Motor ist mit einem mechanischen Ladegebläse versehen und erbringt eine Startleistung von 335 kW (450 PS). Der Motor kann entweder mit einem direkt wirkenden Elektrostarter oder einem elektrischen Schwungkraftanlasser mit Möglichkeit zum Einsatz einer Handkurbel gestartet werden. Der Motor treibt einen zweiblättrigen Verstellpropeller in Ganzmetallausführung des Typs Hamilton Standard 2D30 237 mit einem Durchmesser von 2,59 m an.

### Kraftstoffsystem
Die drei einzeln mit einem Tankwahlschalter umschaltbaren Kraftstofftanks mit 35, 35 und 25 US.liq.gal Inhalt (ca. 133 l, 133 l und 95 l) befinden sich hintereinander unter dem Kabinenboden. Zusätzlich kann die Beaver für Langstreckeneinsätze mit 2 × 21,5 US.liq.gal (ca. 2 × 81 l) fassenden Tragflächenspitzentanks (Wing Tip Tanks) ausgerüstet werden, deren Inhalt bei Bedarf durch Schwerkraft in den vordersten Rumpftank transferiert werden kann. Es gibt keine Tankanzeige im Cockpit für die Tragflächenspitzentanks. Außerdem erfolgt der Treibstofftransfer manuell und kann im Falle von Unaufmerksamkeit den vorderen Kraftstofftank fluten (sog. override) sollte versehentlich der Kraftstoffwahlschalter für die Tragflächenspitzentanks auf (both, left, right) geschaltet sein und nicht auf off. Der überschüssige Treibstoff fließt dann über das Kraftstoffentlüftungsventil nach draußen. Eine Besonderheit der Beaver ist die Tankfüllanzeige im Cockpit. Die Anordnung der Tankfüllanzeigen für die internen Rumpftanks kann unter Umständen zu Verwirrung führen, da der Tankwahlschalter eine andere Tank-Schaltfolge vorsieht. Dies kann durchaus als ungeschickte Konstruktion angesehen werden.
Es ergibt sich eine Gesamttreibstoffkapazität von 95 bzw. 138 US.liq.gal ohne bzw. mit Tragflächenspitzentanks (ca. 360 oder 522 l). Um die Reichweite zusätzlich zu erhöhen, kann ein Externer Zusatztank unter den Rumpf montiert werden (External Belly Tank). Dieser fasst weitere 43 US.liq.gal Avgas (ca. 163 l). Über ein Vakuum-System (Motorgetriebene Vakuumpumpe) wird der Kraftstoff in den Mittel/Zentral Tank gespeist. Wenn der Rumpfzusatztanks unter dem Rumpf des Flugzeuges installiert ist, wird dieser im Regelfall zuerst genutzt, bevor die Tragflächenspitzentanks geleert werden. Dies hat den Grund, da der Rumpfzusatztank nur einsetzbar ist, wenn die motorgetriebene Vakuumpumpe genügend Unterdruck erzeugt. Bei einem Defekt der Pumpe kann der Rumpfzusatztank nicht mehr geleert werden und ist damit „totes Gewicht“. Der Rumpfzusatztank hat ebenfalls keine eigene Tankanzeige.
Die Gesamtkraftstoffkapazität beträgt mit vollen internen Tanks (Vorderer, Mittlerer, Hinterer Rumpftank), Tragflächenspitzentanks (Wing Tip Tanks) und Rumpfzusatztank (External Belly Tank) 181 US.liq.gal (ca. 685 l) Avgas.

### Fahrwerksvarianten
Es sind folgende Fahrwerksvarianten möglich:
- Ein Landfahrwerk in Spornrad-Anordnung mit 8.5 × 10"-Hauptbereifung, Scheibenbremsen und angelenktem Spornrad
- Eine zusätzlich am Landfahrwerk montierte Skikombination, die es erlaubt, vom Cockpit aus mittels einer hydraulischen Handpumpe die Skikufen soweit aus- oder einzufahren, dass wahlweise Landungen auf Schnee, Eis oder auch auf normalem Untergrund auf den Rädern möglich sind.[4]
- Eine reine Wasserflugzeugvariante mit zwei Schwimmern, die mit einem Streben-/Verspannungssystem montiert werden; diese Variante kann ausschließlich Wasserlandungen und -starts durchführen
- Eine Ausführung als Amphibienflugzeug, mit Schwimmern wie das reine Wasserflugzeug; jedoch sind in den Schwimmern ausfahrbare Räder vorhanden, um auf Land und Wasser operieren zu können.

Die verschiedenen Ausstattungen wirken sich durch einen erhöhten Luftwiderstand bzw. erhöhtes Leergewicht einschränkend – im Vergleich zur Landversion – auf die Flugleistung aus (siehe Tabelle der technischen Daten).

## Militärischer Einsatz
Neben der US Air Force und der US Army beschafften 15 Nationen die L-20A für die unterschiedlichsten Zwecke, meist zum Einsatz unter extremen Bedingungen wie in der Antarktis oder in den Tropen. Die L-20 wurde im Koreakrieg und im Vietnamkrieg hauptsächlich für den Transport von Schwerverwundeten aus unwegsamen Gebieten eingesetzt. Aber auch der Transport von Fracht und Personal von Stützpunkt zu Stützpunkt, Truppenbeobachtung, Artilleriebeobachtung und Search and Rescue gehörte zur Einsatzroutine der L-20A.
1962 wurde das Bezeichnungssystem geändert und die L-20 in U-6A umbenannt. Viele Exemplare blieben bis nach 1970 im Militäreinsatz. Als DHC-2 werden viele Beavers bis heute in über 50 Ländern eingesetzt.

## Militärische Nutzer
Argentinien
 Australien

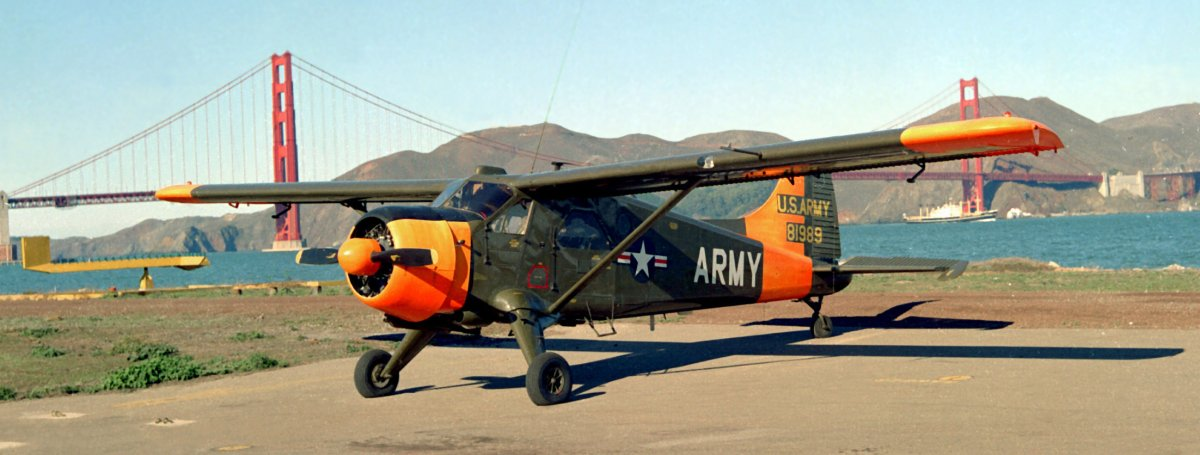
Eine U-6A der U.S. Army

- Royal Australian Air Force – 5 von 1955 bis 1964

 Chile
 Dominikanische Republik
 Finnland
- Luftstreitkräfte Finnlands

 Frankreich
- Französische Luftstreitkräfte

 Ghana
- Ghanaische Luftwaffe – 14 von 1960 bis 1984 (G-200 bis G-213)[6]
- Seriennummern: 1423, 1433, 1452, 1456, 1459, 1461, 1462, 1467, 1472, 1477, 1485, 1487, 1490, 1492[7]

 Griechenland
 Haiti
 Indonesien
 Iran
 Jugoslawien
 Kambodscha
 Kenia
 Kolumbien
 Kuba
 Laos
 Neuseeland
 Niederlande
 Österreich6 von 1960 bis 1983
 Oman
 Paraguay
 Peru
 Philippinen
 Sambia
 Südvietnam
 Thailand
 Türkei
 Uganda
 Uruguay
 Vereinigte Staaten
- United States Army
- United States Air Force
- United States Navy

 Vereinigtes Königreich
- Army Air Corps: 42 Beaver AL Mk.1

## US-Beschaffung
Im Rahmen des Mutual Defense Aid Program (MDAP) wurde die De Havilland L-20 auch an verbündete Länder geliefert.
Ursprünglich wurde das Flugzeug von de Havilland Canada unter der Bezeichnung L-20 in den Dienst der US-Streitkräfte gestellt und erhielt ab 1962 die Bezeichnung de Havilland Canada U-6.
Abnahme der L-20 durch die USAF/US Army:
| Version    | 1951 | 1952 | 1953 | 1954 | 1955 | 1956 | 1957 | 1958 | 1959 | 1960 | SUMME |
| ---------- | ---- | ---- | ---- | ---- | ---- | ---- | ---- | ---- | ---- | ---- | ----- |
| YL-20      | 2    |      |      |      |      |      |      |      |      |      | 2     |
| L-20A USAF | 9    | 119  | 84   |      |      |      |      |      |      | 5    | 217   |
| L-20A Army | 5    | 107  | 23   | 118  | 77   | 85   | 112  | 86   | 100  |      | 713   |
| L-20A MDAP |      |      |      | 12   |      | 17   |      | 4    | 2    | 3    | 38    |
| L-20B MDAP |      |      | 6    |      |      |      |      |      |      |      | 6     |
| SUMME      | 16   | 226  | 113  | 130  | 77   | 102  | 112  | 90   | 102  | 8    | 976   |

## Technische Daten

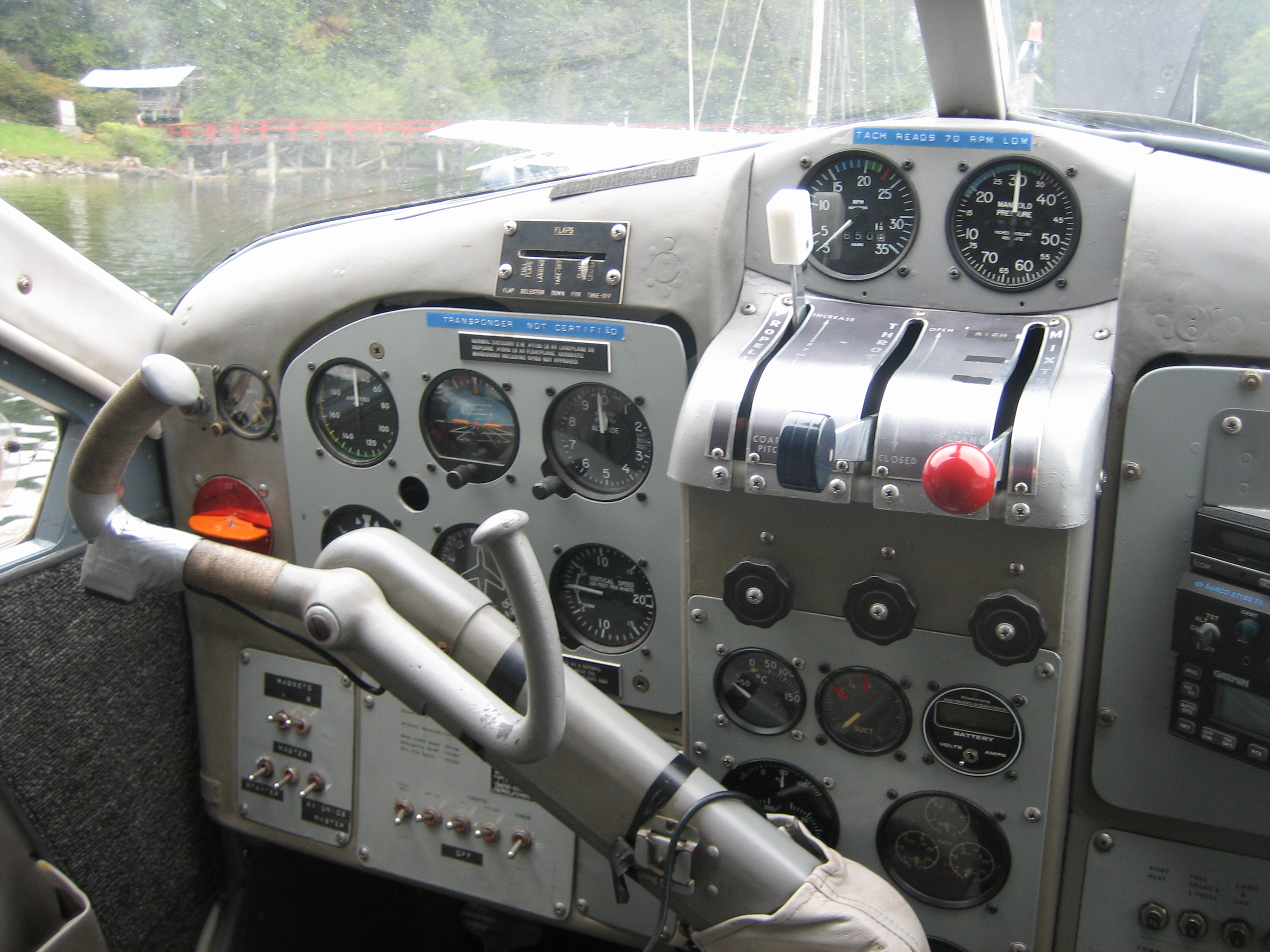
Cockpit einer De Havilland Canada DHC-2 Beaver

| Kenngröße                                    | DHC-2 Mk. I mit Landfahrwerk                                | DHC-2 Mk. I als Wasserflugzeug                              | DHC-2 Mk. I mit Amphibienschwimmern                         |
| -------------------------------------------- | ----------------------------------------------------------- | ----------------------------------------------------------- | ----------------------------------------------------------- |
| Besatzung                                    | 1                                                           | 1                                                           | 1                                                           |
| Passagiere                                   | 7                                                           |                                                             |                                                             |
| Länge                                        | 9,22 m                                                      | 9,98 m                                                      | 9,98 m                                                      |
| Spannweite                                   | 14,63 m                                                     | 14,63 m                                                     | 14,63 m                                                     |
| Höhe                                         | 2,75 m                                                      | 3,18 m                                                      | 3,51 m                                                      |
| Flügelfläche                                 | 23,2 m²                                                     | 23,2 m²                                                     | 23,2 m²                                                     |
| Flügelstreckung                              | 9,2                                                         | 9,2                                                         | 9,2                                                         |
| Leermasse                                    | 1360 kg                                                     | 1506 kg                                                     | 1665 kg                                                     |
| max. Startmasse                              | 2313 kg                                                     | 2309 kg                                                     | 2268 kg                                                     |
| Antrieb                                      | Pratt & Whitney R-985 Wasp Jr., Sternmotor, 450 PS (335 kW) | Pratt & Whitney R-985 Wasp Jr., Sternmotor, 450 PS (335 kW) | Pratt & Whitney R-985 Wasp Jr., Sternmotor, 450 PS (335 kW) |
| minimale Startstrecke                        | 309,37 m                                                    | k. A.                                                       | k. A.                                                       |
| minimale Landestrecke                        | 304,80 m                                                    | k. A.                                                       | k. A.                                                       |
| Höchstgeschwindigkeit                        | 262 km/h                                                    | 243 km/h                                                    | 243 km/h                                                    |
| Reisegeschwindigkeit                         | 230 km/h                                                    | 204 km/h                                                    | 204 km/h                                                    |
| Mindestgeschwindigkeit mit/ohne Landeklappen | 72/96 km/h                                                  | 72/96 km/h                                                  | 72/96 km/h                                                  |
| Reichweite ohne/mit Tip Tanks                | 732 km/1190 km                                              | 652 km/1053 km                                              | 652 km/1053 km                                              |
| Dienstgipfelhöhe                             | 5500 m                                                      |                                                             |                                                             |

(Datenquellen:)